# Епанчин, Алексей Павлович
Алексей Павлович Епанчин (1823—1913) — русский адмирал, военный педагог.

## Биография
Родился в семье коллежского регистратора Павла Петровича Епанчина (1789—1858) и его законной супруги Елены Петровны, урождённой Мусиной-Пушкиной. По окончании Морского кадетского корпуса в 1841 году был произведён в мичманы с оставлением в офицерском классе.
В 1845 году был прикомандирован к Морскому корпусу преподавателем навигации и астрономии. Затем последовательно исполнял должности помощника инспектора классов и командира гардемаринской роты, в 1858 г. был награждён орденом св. Станислава 2-й степени; в 1860 г. назначен инспектором классов. Состоял членом учебного совета академического курса морских наук и членом комитета по преобразованию морских учебных заведений (с 1862 г.) под председательством генерал-адъютанта Н. К. Краббе, в 1864 году получил орден св. Анны 2-й степени, в 1866 г. произведён в капитаны 1-го ранга и в следующем году был удостоен ордена св. Владимира 4-й степени.
Считая необходимым условием для морских офицеров основательное общее образование, Епанчин в записке, поданной генерал-адъютантом Краббе, провел мысль об учреждении 7-й Петербургской и 1-й Кронштадтской гимназий. В Кронштадтской гимназии могли получить солидное образование дети морских офицеров, а 7-я Петербургская гимназия (впоследствии 1-е реальное училище) помещалась рядом с Морским корпусом, на его земле.
В 1871 году А. П. Епанчин был назначен начальником Морского училища и председателем совета академического курса (так тогда называлась Морская академия). В 1876 году награждён орденом Святого Станислава 1 степени. В год празднования 50-летия офицерских классов, когда состоялось переименование их в Николаевскую морскую академию 28 января 1877 г. контр-адмирал Епанчин был лично поздравлен императором Александром II с назначением в свиту Его Величества. В 1880 году награждён орденом Святой Анны 1 степени.
В 1882 году по расстроенному здоровью был уволен от должности. 26 февраля 1887 года произведён в чин вице-адмирала. 22 декабря 1891 года «в воздаяние 50-летней отлично-усердной службы» награждён орденом Святого Владимира 2 степени. В 1896 году награждён орденом Белого Орла. 14 января 1901 года, когда праздновался 200-летний юбилей Морского корпуса, удостоился получить знаки ордена св. Александра Невского, в 1906 году награждён к нему алмазными знаками. Во внимание к продолжительной службе Епанчина в Морском корпусе ему пожаловано право носить мундир корпуса. 1 января 1904 года присвоен чин генерала по адмиралтейству и назначен состоять при генерал-адмирале великом князе Алексее Александровиче.
18 декабря 1909 года Епанчин вышел в отставку в звании адмирала и с оставлением его почётным членом Николаевской морской академии. Более двух тысяч офицеров русского флота получили воспитание и специальное образование под руководством Епанчина.
Умер 28 июня 1913 года и был похоронен на Никольском кладбище Александро-Невской лавры в городе Санкт-Петербурге.

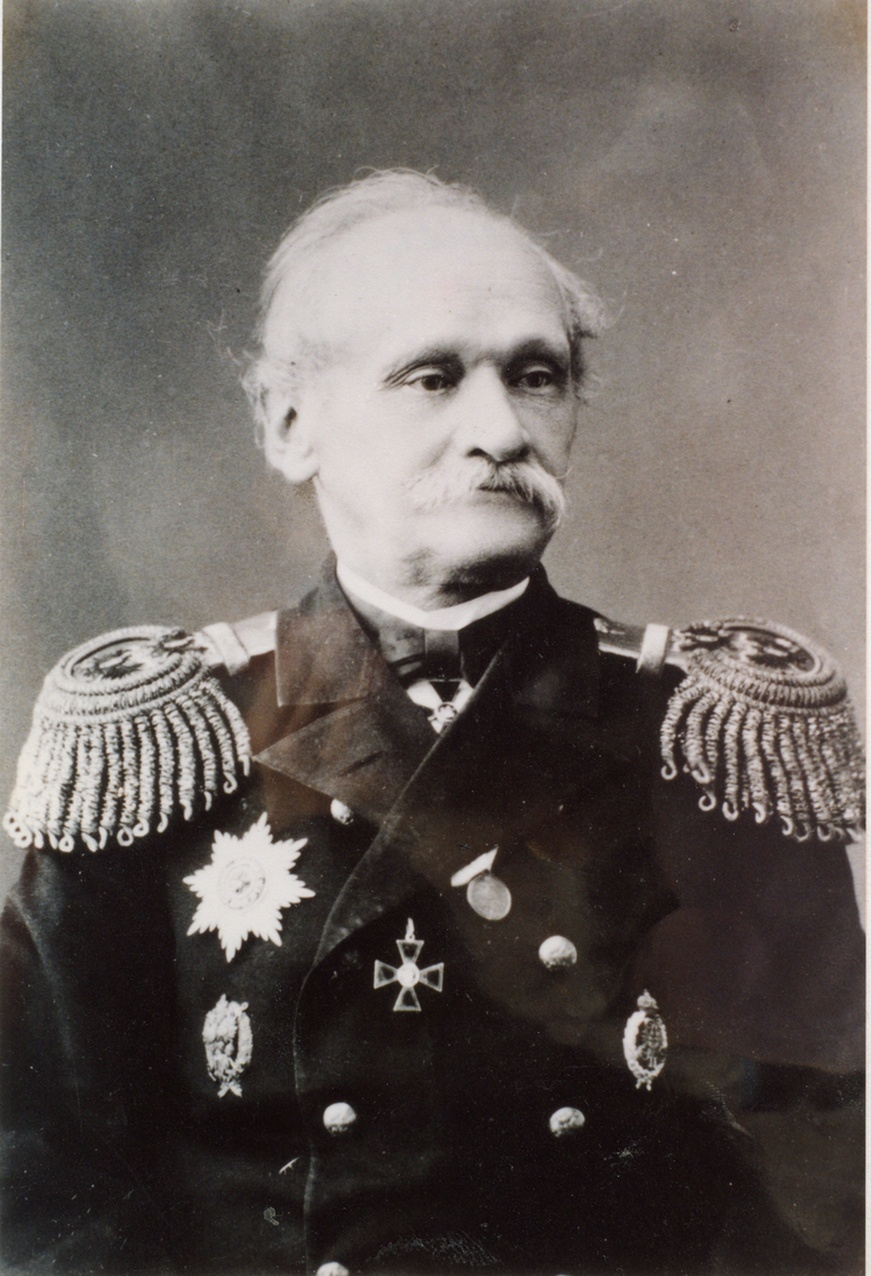
Фото вице-адмирала А.П. Епанчина, 1887-1891 гг.
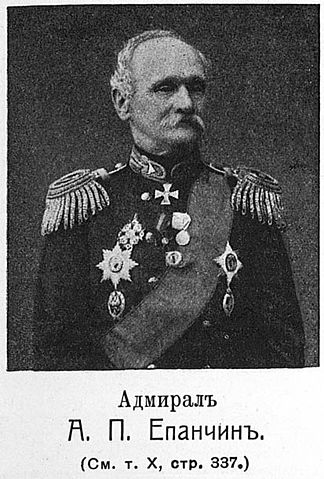
Фото вице-адмирала А.П. Епанчина, 1891-1896 гг.